# Собиров, Ришод Рашидович
Ришо́д Рашидович Соби́ров (узб. Rishod Rashidovich Sobirov; 11 сентября 1986, кишлак Бурибаги, Жондорский район, Бухарская область, Узбекская ССР, СССР) — узбекский дзюдоист, двукратный чемпион мира, трёхкратный бронзовый призёр Олимпийских игр (2008, 2012 и 2016).

## Биография
Начал заниматься дзюдо с 11 лет у Рустама Тураева. К международным соревнованиям его готовят тренеры Фуркат Солиев и Борис Григорьев.
Свой первый успех на международной спортивный арене Ришод отпраздновал в 2006 году. Тогда он занял первое место на прошедшем на Тайване чемпионате Азии среди молодёжи. Спустя год на Азиатском первенстве среди взрослых молодой дзюдоист поднялся на вторую ступень пьедестала почёта.
В 2008 году Ришод стал победителем чемпионата страны, был включён в сборную Узбекистана и благополучно прошёл олимпийскую квалификацию. На Олимпиаде 2008 в Пекине в весовой категории до 60 кг занял третье место. Помимо этого, он успешно окончил факультет физической культуры Бухарского государственного университета.
В 2010 году в Токио Ришод Собиров завоевал на чемпионате мира первую золотую медаль. Через год в Париже он повторил свой успех.
В 2012 году Собиров принял участие в летних Олимпийских играх в Лондоне. В соревнованиях в категории до 60 кг узбекский спортсмен дошёл до полуфинала, но уступил российскому дзюдоисту Арсену Галстяну. В поединке за третье место Собиров одержал победу над французом Софьяном Милу.
Участник Всемирной Универсиады в Казани.
На чемпионате мира 2013 в Бразилии боролся в категории до 66 килограмм. Проиграл, уступив британцу Колину Оэтсу.
В 2014 году на чемпионате мира в Челябинске боролся в категории до 66 килограмм, в 1/4 финала проиграл французу Лоису Корвалю (Lois Korval) броском на иппон.

## Награды и звания
- Заслуженный спортсмен Республики Узбекистан (2008)[2]
- «Узбекистон ифтихори» (2012)[3]
- Орден «Эл-юрт хурмати» (2016)[4]

## Спортивные достижения
| Соревнования                         | Золото | Серебро | Бронза |
| ------------------------------------ | ------ | ------- | ------ |
| Олимпийские игры                     | 0      | 0       | 3      |
| Чемпионаты мира                      | 2      | 0       | 1      |
| Кубки мира / Гран-При / Большой шлем | 10     | 4       | 1      |
| Чемпионаты Азии                      | 1      | 1       | 2      |
| Первенства Азии (U20)                | 1      | 0       | 0      |